# 山の一覧の一覧
この項目で説明する山の一覧（やまのいちらん、英語: mountain lists）とは、何らかのテーマによって山をリストアップした物のことである。
世界にある多くの山の一覧の中で注目すべき一番初めのものは、ヒュー・ムンロが作成した、スコットランドの3000フィート（914メートル）を越える山の一覧である「ムンロ」である。日本においては、日本百名山を始めとする「○○百名山」と称する山の一覧が多数作成されている。
山の一覧に掲載された山全てに登頂しようとする行為を「ピークハント」(peak bagging)といい、ある山の一覧が有名になると、掲載された山に登頂する人が増える。
時間がたつにつれ、より挑戦的な山の一覧が作られるようになった。例えば、「七大陸最高峰」（セブン・サミット）は各大陸の最高峰の一覧である。
以下に、著名な「山の一覧」をいくつか挙げる。

## 世界規模
- 8000メートル峰 - 世界にある標高が8000メートルを越える山。全部で14座あり、全てがアジアのヒマラヤ山脈・カラコルム山脈に存在する。
- 七大陸最高峰 - 世界の7つの大陸の最高峰。南極のヴィンソン・マシフからアジアのエベレストまで。
- セブン・セカンド・サミット - 世界の7つの大陸で2番目に高い山。登山家・作家で1996年のエベレスト大量遭難の生存者であるジョン・クラカワーは、著書『空へ』(Into Thin Air)[4]でセブン・セカンド・サミットは七大陸最高峰よりも登頂が困難だろうと述べた。
- セブン・サード・サミット - 世界の7つの大陸で3番目に高い山。
- 火山七大陸最高峰 - 世界の7大陸の火山の最高峰。
- ウルトラ・プロミネント峰 - プロミネンスが1500メートルを超える山。
- 雪豹賞（英語版） - 旧ソ連の標高7000mを超える山。

## ヨーロッパ
- アルプス山脈4000メートル峰（英語版） - アルプス山脈の標高4000メートル以上の山。国際山岳連盟（英語版）(UIAA)が定義したもので、フランス・イタリア・スイスの主峰82座、付属峰46座の計128座が掲載されている。
- アルプス山脈六大北面（英語版） - アルプス山脈で登頂が困難な6つの北面。
- ピレネー山脈3000メートル峰（英語版） - ピレネー山脈の標高3000メートル以上の山。UIAAが定義したもので、フランス・スペインの129座が掲載されている。

## ブリテン諸島
イギリスとアイルランドの丘陵地帯は、ピークハントのために多くの一覧に分類されている。よく知られている一覧には、次のものがある。
- ムンロ・リスト（英語版）(Munros) - スコットランドの標高が3000フィート以上の山。
- ファース・リスト（英語版）(Furths) - ムンロと同じ基準で、それをスコットランド以外のブリテン諸島全体に拡張したもの。
- P600（英語版） - ブリテン諸島のプロミネンスが600メートル以上の山。
- コルベット・リスト（英語版）(Corbetts) - スコットランドの標高が2500 - 3000フィートでプロミネンスが500フィート以上の山。
- マリリン・リスト（英語版）(Marilyns) - 標高に関係なくプロミネンスが150フィート以上の山
- シムズ・リスト（英語版）(Simms) -  ブリテン諸島の標高600メートル、プロミネンス30メートル以上の山。

## 南アメリカ
アンデス山脈の主要な山の一覧としては、1996年にJohn Biggarが編集し、彼のアンデスのガイドブックに掲載された標高6000メートル以上の山の一覧がよく知られている。102座が掲載されており、全山登頂した者はいない。

## アジア

### 中国
- 中国四大仏教名山
- 五岳

### 日本
- 日本の山一覧
- 日本百名山 - 深田久弥が選んだ日本の100の名山。
- 3000メートル峰 - 日本の標高3000メートルを超える山21座。

### インドネシア
- リブ（英語版） - インドネシアにあるプロミネンスが1000メートル以上の山。リストには、プロミネンスが1000m未満だが観光上重要な山も入っている。

### 台湾
- 台湾百岳
- 台湾小百岳

## オセアニア

### オーストラリア
- ステート8（英語版） - オーストラリア本土の8つの高峰[6]。